# Liste des cardinaux créés par Innocent IV

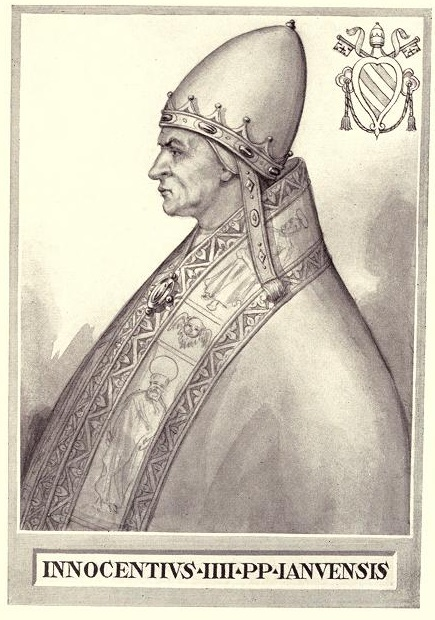
Innocent IV: tirée de The Lives and Times of the Popes par Chevalier Artaud de Montor.

Le pape Innocent IV (1243-1254) a créé 15 cardinaux dans 2 consistoires.

## 28 mai1244
- Pierre de Colmieu, archevêque de Rouen
- Guillaume de Modène, O.Carth., évêque de Modène
- Eudes de Châteauroux, chancelier de la cathédrale de Paris
- Pierre de Bar, doyen de Bar-sur-Aube
- Guillaume de Talliante, O.S.B.Clun., abbé de San Facundo, León
- Jean de  Tolède, O.Cist., maître en théologie
- Hugues de Saint-Cher, O.P.
- Goffredo da Trani
- Ottaviano Ubaldini, procurateur du diocèse de Bologne
- Pietro Capocci, noble romain
- Giovanni Gaetano Orsini
- Guglielmo Fieschi

## Décembre1251
- Giacomo da Castell'arquato
- István Báncsa, archevêque d'Esztergom
- Ottobono Fieschi, archidiacre de Reims et Parme